# I liga polska w piłce siatkowej mężczyzn (1978/1979)
I liga polska w piłce siatkowej mężczyzn 1978/1979 – 43. edycja rozgrywek o mistrzostwo Polski w piłce siatkowej mężczyzn.

## Drużyny uczestniczące
| | I liga 1978/1979           |   |      |
| --- | -------------------------- | - | ---- |
| OLS | AZS Olsztyn                | 1 | PEMK |
| KRA | Hutnik Kraków              | 2 | PEZP |
| LEG | Legia Warszawa             | 3 |      |
| MIL | Płomień Milowice           | 4 | PEMK |
| WRO | Gwardia Wrocław            | 5 |      |
| GDA | Stoczniowiec Gdańsk        | 6 |      |
| MIE | Stal Mielec                | 7 |      |
| RZE | Resovia                    | 8 |      |
| | Awans z II ligi            |   |      |
| AND | Beskid Andrychów           |   |      |
| TMA | Lechia Tomaszów Mazowiecki |   |      |
| Oznaczenia: - kolumna pierwsza – skróty nazw drużyn wpisane na mapie (jeśli ta została zamieszczona), - kolumna trzecia – miejsce zajęte przez daną drużynę w poprzednim sezonie. |                            |   |      |

## Klasyfikacja końcowa
| Miejsce | Drużyna                    |
| ------- | -------------------------- |
| 1.      | Płomień Milowice           |
| 2.      | Hutnik Kraków              |
| 3.      | Gwardia Wrocław            |
| 4.      | Legia Warszawa             |
| 5.      | AZS Olsztyn                |
| 6.      | Beskid Andrychów           |
| 7.      | Lechia Tomaszów Mazowiecki |
| 8.      | Resovia                    |
| 9.      | Stal Mielec                |
| 10.     | Stoczniowiec Gdańsk        |

     spadek do II ligi